# Tourisme Montréal

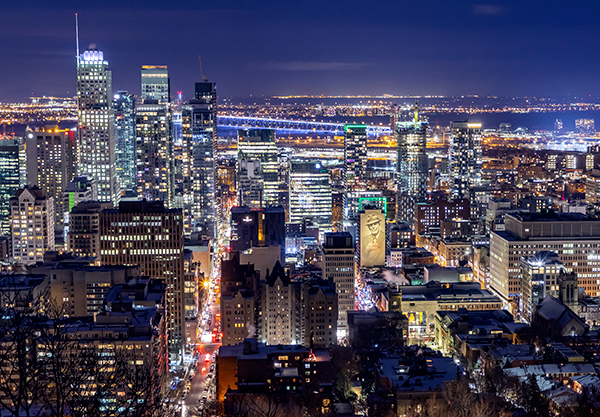
Vue sur le centre-ville de Montréal

Tourisme Montréal, connu aussi sous le nom de l'Office des congrès et du tourisme du grand Montréal (OCTGM), est une organisation privée sans but lucratif, fondée en 1919, regroupant plus de 750 membres de l'industrie touristique montréalaise.
Tourisme Montréal est l'association touristique officielle de la région de Montréal.

## Histoire
Fondé en octobre 1919 à l'initiative de l'
Automobile Club of Canada (soit l'ancêtre du CAA-Québec (en)), Tourisme Montréal est la plus ancienne organisation touristique du Québec et une des plus anciennes d'Amérique du Nord.
Le fonds d'archives Office des congrès et du tourisme du Grand Montréal est conservé au centre d'archives de Montréal de Bibliothèque et Archives nationales du Québec.

## Mission

Ancien logo.

Tourisme Montréal est un organisme privé sans but lucratif qui a pour mission de positionner Montréal parmi les destinations urbaines les plus attractives en Amérique du Nord, reconnue mondialement pour son ouverture, sa vivacité et sa créativité. À ce titre, l’organisation pilote le déploiement de stratégies d’accueil innovantes tournées vers un double objectif : assurer une expérience de qualité aux visiteurs et maximiser les retombées économiques du tourisme. Fédérant plus de 900 professionnels du tourisme, Tourisme Montréal joue un rôle prépondérant dans la gestion et le développement de l’offre touristique montréalaise, ce qui l’amène à se prononcer sur les enjeux du développement économique, urbain et culturel de la métropole.
La mission de Tourisme Montréal est : 
- de faire la promotion et la publicité du Montréal touristique sur les marchés de voyages d'agrément et d'affaires ;
- d'accueillir les touristes à Montréal ;
- et finalement d'orienter le développement du produit touristique montréalais.

## Direction
Yves Lalumière en est le président directeur-général depuis août 2013. Charles Lapointe avait auparavant occupé ce poste de 1989 à 2013.